# Doulou
Doulou är en ort i Burkina Faso.   Den ligger i regionen Centre-Ouest, i den centrala delen av landet, 80 km väster om huvudstaden Ouagadougou. Doulou ligger 301 meter över havet och antalet invånare är 3 869.
Terrängen runt Doulou är platt. Runt Doulou är det ganska tätbefolkat, med 207 invånare per kvadratkilometer.. Närmaste större samhälle är Koudougou, 11,2 km sydväst om Doulou.
Omgivningarna runt Doulou är en mosaik av jordbruksmark och naturlig växtlighet.